# Hans Dissing
Hans Dissing (28. februar 1926 i Holstebro – 2. oktober 1998) var en dansk arkitekt, der var den ene halvdel af tegnestuen Dissing + Weitling, der var en videreførelse af Arne Jacobsens tegnestue. Han har sammen med Weitling bl.a. tegnet Storebæltsbroen, der er optaget i Kulturkanonen.
Han tog navneskifte fra fødenavnet Hans Oluf Dissing Andersen 22. september 1995. Han var søn af mejeribestyrer, kroejer Christian Peter Andersen og Ingeborg Marie Larsen. 
Hans Dissing tog afgang fra Kunstakademiets Arkitektskole i København 1955. Fra 1952 var han ansat hos Arne Jacobsen, og efter dennes død i 1971 videreførte han sammen med Otto Weitling arkitektfirmaet under navnet Dissing + Weitling. Tegnestuen er siden blevet berømmet både i Danmark og udlandet.
Dissing modtog Aluminiumprisen 1975, BDA-pris Niedersachsen 1976, Eckersberg Medaillen 1978, ID-prisen 1981 og 1989, Træprisen 1988; BDA-pris Nordrhein-Westfalen og Schleswig-Holstein 1990, C.F. Hansen Medaillen 1991 og blev æresmedlem af Bund Deutscher Architekten 1992.
Han blev gift 23. oktober 1954 i Åstrup på Falster med maleren og grafikeren Ida Louise Smidt (se Vif Dissing) (15. januar 1934 på Gjorslev, Stevns), datter af skovrider Christian S. og Inger Elisa Birgitte Jespersen.

## Værker
Sammen med Otto Weitling, se Dissing + Weitling